# Entrevista abierta
La entrevista es, en investigación social, una técnica de recogida de información a través de una conversación con una o varias personas para contribuir a un estudio. Una modalidad es la que se emplea para realizar las encuestas, las cuales se basan en entrevistas que siguen cuestionarios cerrados y precodificados.
Por su parte, la entrevista abierta o entrevista en profundidad es una técnica de Investigación cualitativa, en la que el entrevistador guía la conversación pero concede espacio al entrevistado para que exprese sus propios puntos de vista. La entrevista abierta se dirige a "la comprensión de las perspectivas que tienen los informantes respecto de sus vidas, experiencias o situaciones, tal como las expresan con sus propias palabras". La conversación se graba y posteriormente se transcribe para analizarla, casi siempre se junta con otras varias entrevistas.